# Паріме
Паріме (перс. پاريمه) — село в Ірані, у дегестані Челав, у Центральному бахші, шагрестані Амоль остану Мазендеран. За даними перепису 2006 року, його населення становило 142 особи, що проживали у складі 36 сімей.

## Клімат
Середня річна температура становить 14,32°C, середня максимальна – 28,04°C, а середня мінімальна – 0,52°C. Середня річна кількість опадів – 465 мм.
| Клімат поселення                              | Клімат поселення | Клімат поселення | Клімат поселення | Клімат поселення | Клімат поселення | Клімат поселення | Клімат поселення | Клімат поселення | Клімат поселення | Клімат поселення | Клімат поселення | Клімат поселення | Клімат поселення |
| Показник                                      | Січ.             | Лют.             | Бер.             | Квіт.            | Трав.            | Черв.            | Лип.             | Серп.            | Вер.             | Жовт.            | Лист.            | Груд.            |                  |
| Середній максимум, °C                         | 8,14             | 9,13             | 11,76            | 17,15            | 21,06            | 25,17            | 28,04            | 27,90            | 24,90            | 20,70            | 15,74            | 10,64            |                  |
| Середня температура, °C                       | 4,32             | 5,31             | 7,96             | 13,33            | 17,25            | 21,36            | 23,78            | 23,63            | 20,64            | 16,44            | 11,46            | 6,38             |                  |
| Середній мінімум, °C                          | 0,52             | 1,51             | 4,15             | 9,53             | 13,44            | 17,55            | 19,51            | 19,36            | 16,36            | 12,17            | 7,20             | 2,11             |                  |
| Норма опадів, мм                              | 54               | 44               | 48               | 29               | 26               | 17               | 12               | 19               | 35               | 68               | 58               | 55               |                  |
| Середньомісячна швидкість вітру, м/с          | 1.55             | 2.26             | 2.96             | 2.85             | 2.32             | 1.88             | 1.90             | 1.94             | 1.78             | 1.80             | 1.88             | 1.65             |                  |
| Середньомісячна сонячна радіація, кДж/м²·день | 8934             | 11322            | 13547            | 16732            | 20253            | 22295            | 22005            | 20058            | 16920            | 13164            | 10344            | 8425             |                  |
| --------------------------------------------- | ---------------- | ---------------- | ---------------- | ---------------- | ---------------- | ---------------- | ---------------- | ---------------- | ---------------- | ---------------- | ---------------- | ---------------- | ---------------- |
| Джерело:                                      |                  |                  |                  |                  |                  |                  |                  |                  |                  |                  |                  |                  |                  |